# 모험 (2011년 영화)
《모험》은 2011년에 제작한 대한민국의 영화이다.

## 캐스팅
- 한예리
- 나경호
- 민준호
- 김서희 : 실장 역